# Maestrat aragonès
El Maestrat, en la parla xurra, Maestrau u Las Baylías, és una de les comarques de l'Aragó. Limita al nord amb el Baix Aragó. a l'oest amb Andorra-Serra d'Arcs, Conques Mineres d'Aragó i la Comunitat de Terol, al sud amb Gúdar-Javalambre i a l'est amb la província de Castelló.
El nom de Maestrat deriva del terme maestre, ja que aquests territoris es trobaven sota la jurisdicció del gran maestre dels ordes militars de l'orde del Temple, orde de Malta i l'orde de Montesa.
Els pobles del Maestrat van pertànyer en la seva majoria a l'orde del Temple i, després de la seva dissolució passaren a l'orde de Malta. Així, Cantavella, Mirambell, Villarluengo, Castellot i altres llocs conserven nuclis històrics medievals, recintes emmurallats o restes de castell que demostren el caràcter defensiu i divisori del territori que tingueren aquestes terres.
Cal destacar que la denominació de Maestrat o Maestrazgo donada a terres del Regne d'Aragó no és exacta històricament, ja que el Maestrat històric només va estar circumscrit al Regne de València, i quedà molt clarament delimitat quan el 1314 va dissoldre's l'orde del Temple, per a formar-se l'orde valencià de Santa Maria de Montesa. Aquesta confusió va donar-se arran de les guerres carlines, i especialment a finals del segle xix, quan s'inclouen erròniament, per part de cronistes castellans, dins del Maestrat, territoris pertanyents a altres comarques valencianes, com els Ports de Morella, o aragoneses.
D'entre els espais naturals de gran valor paisatgístic que té la comarca, hi destaquen el naixement del riu Pitarque, els Órganos de Montoro, el riu Guadalope i les grutes de Cristal a Molinos.
El general Ramón Cabrera y Griñó actuà a la zona durant la Primera Guerra carlista (1833 - 1840). Els seus passos arribaren a alguns escriptors del segle xix per col·locar la trama dels seus relats. Entre ells, en destaca Benito Pérez Galdós.

## Geografia

### Municipis
| Municipi              | Habitants |
| --------------------- | --------- |
| Allepús               | 135       |
| Anglesola, l'         | 502       |
| Bordó                 | 139       |
| Cantavella            | 727       |
| Canyada de Benatanduz | 49        |
| Castellote            | 819       |
| Cuba, la              | 63        |
| Fortanet              | 208       |
| Mirambell             | 131       |
| Miravet               | 47        |
| Molinos               | 316       |
| Pitarc                | 114       |
| Tronxó                | 101       |
| Villarluengo          | 204       |
| Vila-roia             | 194       |
| Font: Idescat         |           |

### Relleu
El Maestrat se situa en els darrers contraforts del sistema Ibèric, una àrea muntanyosa mitjana mediterrània constituïda per una sèrie de serres i valls drenades en la seva pràctica totalitat pel riu Guadalop i els seus distints afluents (Guadalopillo, Bergantes, riu de la Val, riu Pitarc, rambla de les Truites, riu Bordó i riu Cantavella).
Les màximes altituds es troben en el sector meridional (Alt de l'Hornillo, en el límit amb Valldelinars, a 1.997 m; Bramadoras a 1.885 m), a prop de la serra de Gúdar. L'àrea més baixa correspon al sector nord-oriental (depressió de Mas de les Mates), a 480 metres.
En la comarca es poden trobar tres tipus de relleus:
- Alt Maestrat: entre 1.000 i 1.900 metres d'altitud, té una topografia de contrasts, on s'alternen valls de certa altitud (rambla de Mal Burgo, Alt Guadalop), robustes moles calcàries (mola Monxén, mola Mujer, moles de l'àrea de Cantavella-Anglesola) i serres vigoroses (la Lastra, la Canyada, el Rayo, les Deveses, Maiabona).

- Guadalop mitjà: el curs fluvial ha generat relleus abruptes, amb profunds congosts, de gran bellesa estètica i enorme valor ecològic i paisatgístic. En els interfluvis, queden individualitzats erms extensos i serres d'escassa entitat (erms d'Exulv-Molinos, mola Carrascosa, serra de Bordó, serra dels Cavalls).

- Àrees de transició fins a unitats de relleu adjacents: la serra de la Ginebrosa, al nord-est, és el trànsit fins als Ports de Beseit i el Matarranya; pel nord i nord-oest (Alcorisa, Los Olmos, Estercuel…) es troben les depressions de l'Ibèric de Terol, en transició fins al Baix Aragó; per l'oest hi trobem la Val de Jarque com una subunitat, ja que està en contacte amb l'altiplà de Terol (Galve, Fonts Calentes...), mentre que, pel sud, Mosquerola i Puertomingalvo ja formen part de la comarca Gúdar-Javalambre.

### Geologia
Des del punt de vista geològic, predominen els materials mesozoics, que constitueixen el gros de l'edifici estructural d'aquest territori. El terciari, per la seva part, arriba a la Val de Jarque, depressions de Mas de les Mates i Alcorisa, àrea de Crivillén i Alt Guadalopillo, al mateix temps que conforma els relleus de la serra de Bordó.
Litològicament, predominen els materials carbonatats: pedra calcària, dolomites i margues, en la major part de les terres altes i serres del Maestrat. Les argiles i gresos afloren principalment en petites depressions i valls infracretàciques o de farcit terciari.
El fort plegament sofert pels nivells mesozoics del sector central de l'àrea d'estudi i l'acció erosiva de la xarxa fluvial posteriorment instal·lada han donat lloc a relleus abruptes, amb profunds engorjats, barrancs encaixats entre crestes calcàries, vigoroses moles i tota una àmplia sèrie de formes de relleu, amb gran diversitat geomorfològica i enorme valor paisatgístic. Hi destaquen les Gorges del Guadalope i els Órganos de Montoro com els paratges més significatius i coneguts.

### Clima
El clima condiciona tant l'activitat humana com el medi biòtic del territori, i és que el Maestrat, encara que condicionat per l'altitud on se situa i l'exposició a les característiques pròpies d'un clima mediterrani de muntanya mitjana, presenta forts contrasts tèrmics i té una temperatura mitjana anual que oscil·la entre els aproximadament 12,5 °C de Molinos i els 8,8 °C que presenta la capital Cantavella. Tanmateix, per damunt dels 1.500 metres d'altitud, la temperatura mitjana anual descendeix per sota dels 8 °C.
A més, aquest territori es caracteritza per l'escassetat general de precipitacions, amb un mínim de 401 mm enregistrat en l'embassament de Santolea. En general, les pluges s'incrementen a la part oriental del massís muntanyós, per efecte de les influències marítimes del Mediterrani, i descendeix fins al nord i l'oest on, a més a més, s'incrementa la continentalitat.

### Vegetació

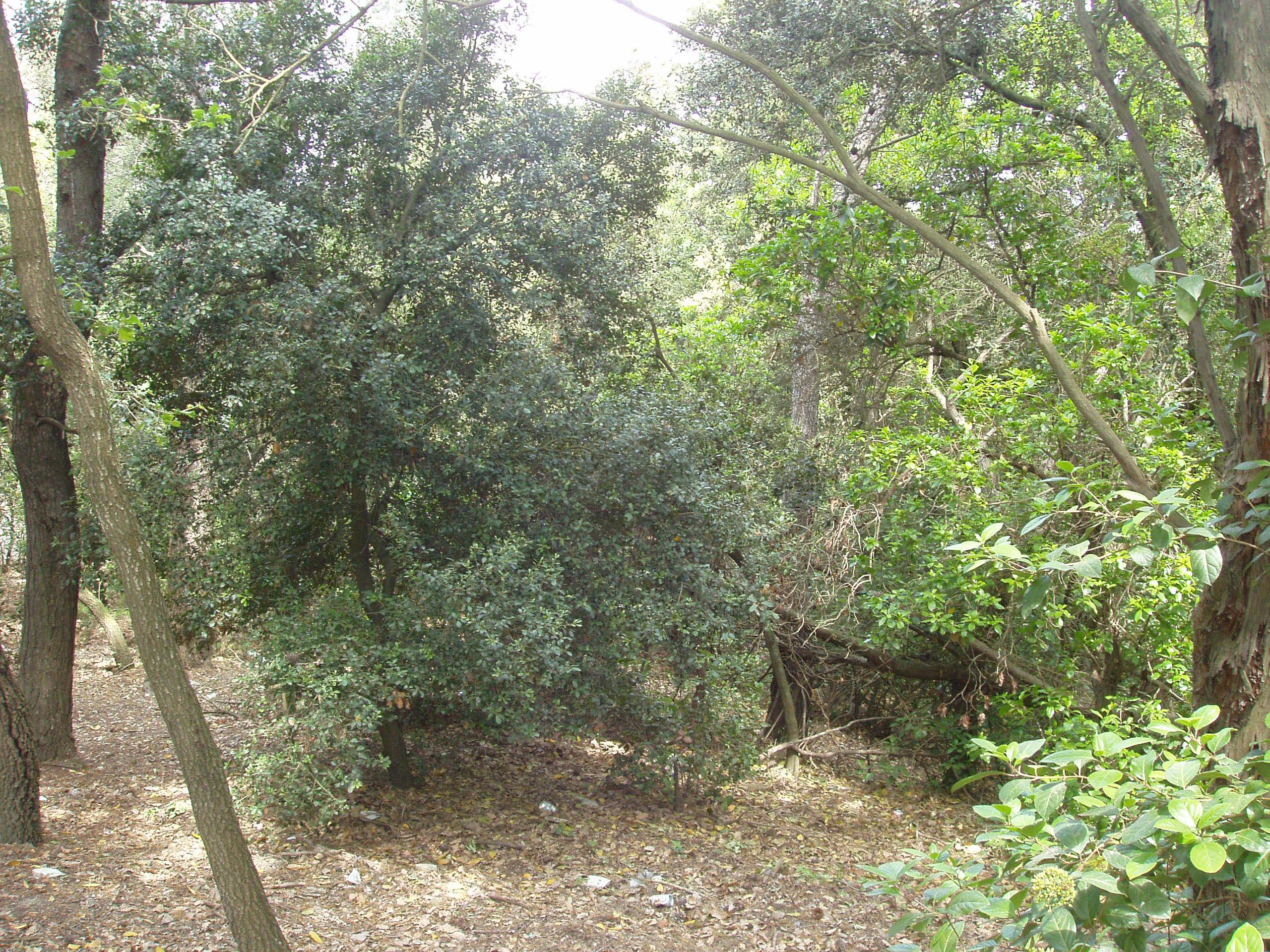
L'alzina carrasca és la vegetació característica del Maestrat aragonès

En funció d'aquestes condicions climàtiques, la vegetació natural s'adapta així mateix al medi en què es desenvolupa. Així, trobem una interessant varietat de formacions vegetals, i s'hi poden diferenciar distints pisos bioclimàtics, tots articulats pel corredor verd que representa el parc fluvial del Guadalope i els seus afluents.
En el sector més septentrional, existeixen formacions pròpies de la sèrie mesomediterrània de l'alzina. El pis mitjà correspon a la sèrie supramediterrània de l'alzina carrasca en els ambients més secs, i el galer en les zones més humides i fresques. Pinars, coscollars, rebollars i savinars es reüllen tots junts on l'activitat humana els ha permès el desenvolupament vegetal, molts cops a causa de la mateixa innaccessibilitat del terreny. En el sector meridional, per damunt dels 1.600 metres d'altitud, es desenvolupen pinars albs amb savina rastrera.
Més al nord, especialment en els trams alts del riu Guadalop, el riu Pitarc, i en alguns trams del Guadalopillo, l'abundant vegetació, els xops, marquen un espai que mereix la màxima atenció i respecte, i que es constitueix, com a parc fluvial del Guadalop, en l'espina dorsal del parc cultural.
Aquest ampli nombre d'ecosistemes contenen una variada fauna, on hi abunda la cabra muntesa, la llúdriga, el toixó, el senglar, la truita, així com una avifauna d'importància internacional.
El medi natural aporta, doncs, importants valors patrimonials al llarg de tot el Maestrat, que representen una valuosíssim recurs i motor de moltes de les propostes de desenvolupament iniciades en aquesta comarca.